# Кардес
Карде́с (фр. Cardesse) — коммуна во Франции, находится в регионе Аквитания. Департамент — Атлантические Пиренеи. Входит в состав кантона Кёр-де-Беарн. Округ коммуны — Олорон-Сент-Мари.
Код INSEE коммуны — 64165.

## География

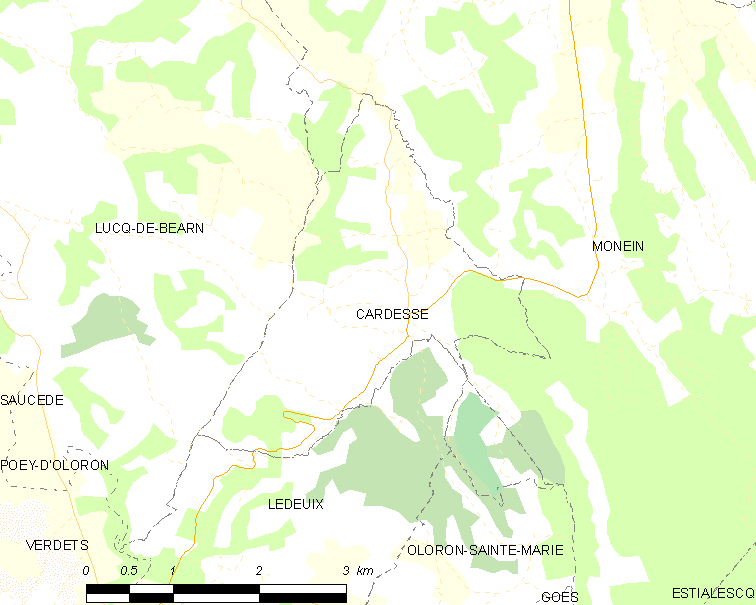
Карта коммуны

Коммуна расположена приблизительно в 670 км к югу от Парижа, в 175 км южнее Бордо, в 19 км к западу от По.

### Климат
Климат тёплый океанический. Зима мягкая, средняя температура января — от +5°С до +13°С, температуры ниже −10 °C бывают редко. Снег выпадает около 15 дней в году с ноября по апрель. Максимальная температура летом порядка 20-30 °C, выше 35 °C бывает очень редко. Количество осадков высокое, порядка 1100 мм в год. Характерна безветренная погода, сильные ветры очень редки.

## Население
Население коммуны на 2010 год составляло 260 человек.
| 1962 | 1968 | 1975 | 1982 | 1990 | 1999 | 2010 |
| ---- | ---- | ---- | ---- | ---- | ---- | ---- |
| 291  | 258  | 285  | 272  | 289  | 259  | 260  |

## Администрация
| Период | Период | Фамилия        | Партия | Примечания |
| ------ | ------ | -------------- | ------ | ---------- |
| 1995   | 2001   | Рене Кастень   |        |            |
| 2001   | 2014   | Бернадет Пюйо  |        |            |
| 2014   | 2020   | Матиас Дюкамен |        |            |

## Экономика
В 2010 году среди 154 человек трудоспособного возраста (15-64 лет) 116 были экономически активными, 38 — неактивными (показатель активности — 75,3 %, в 1999 году было 70,2 %). Из 116 активных жителей работали 102 человека (59 мужчин и 43 женщины), безработных было 14 (6 мужчин и 8 женщин). Среди 38 неактивных 9 человек были учениками или студентами, 18 — пенсионерами, 11 были неактивными по другим причинам.

## Достопримечательности
- Церковь Нотр-Дам (XIV век)[4]

## Фотогалерея

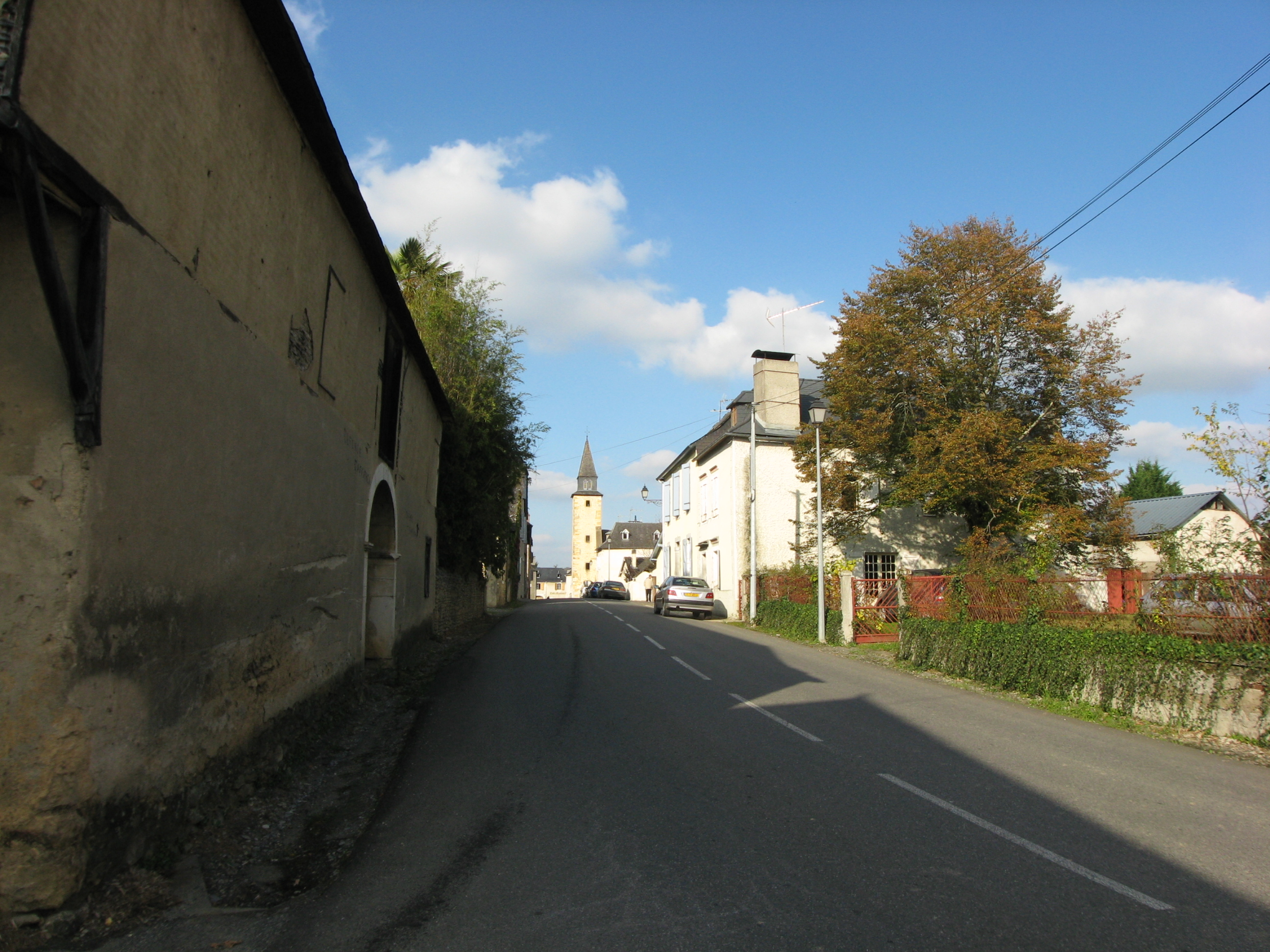
Кардес
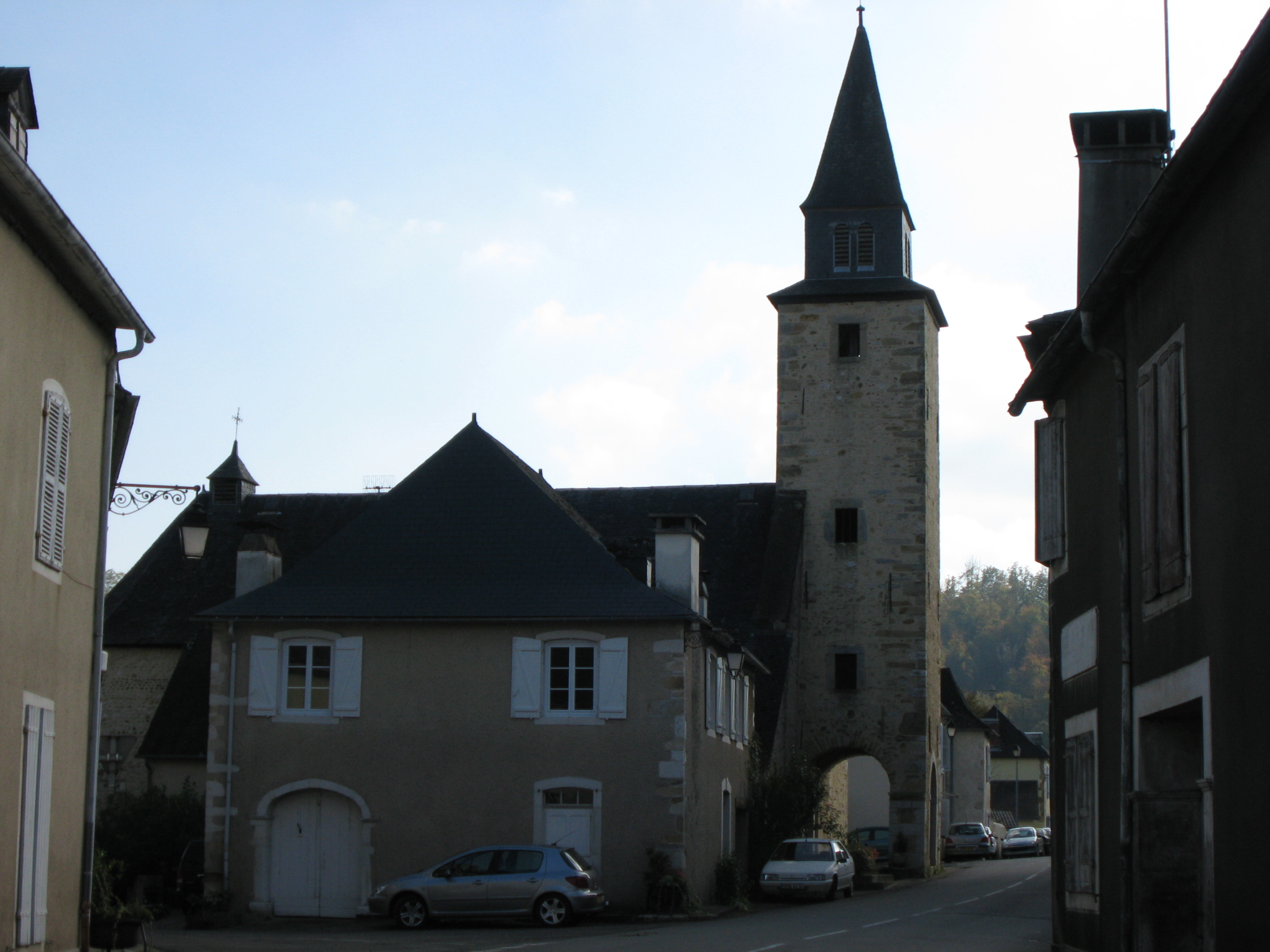
Церковь Нотр-Дам
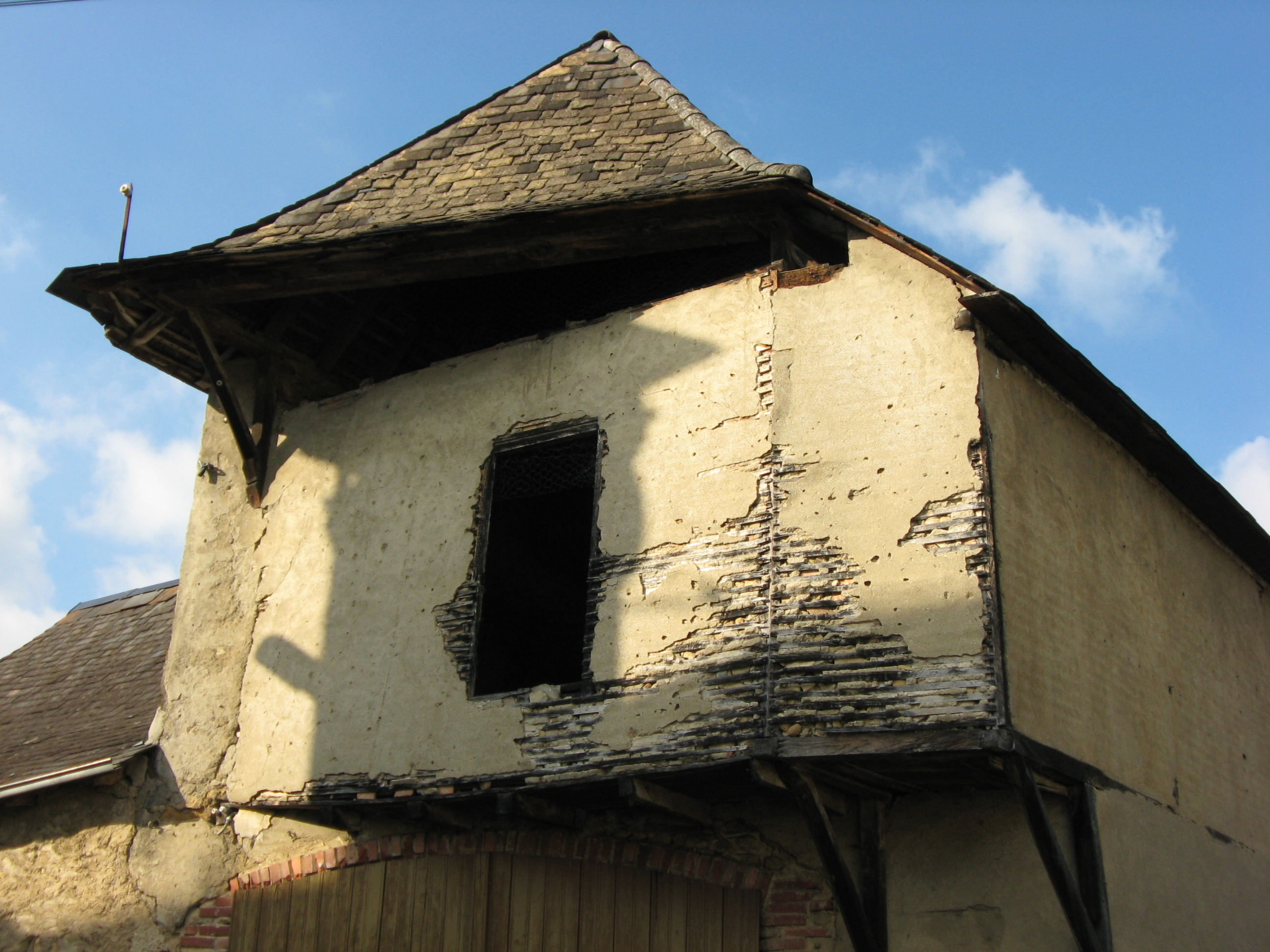
Дом